# Si.427

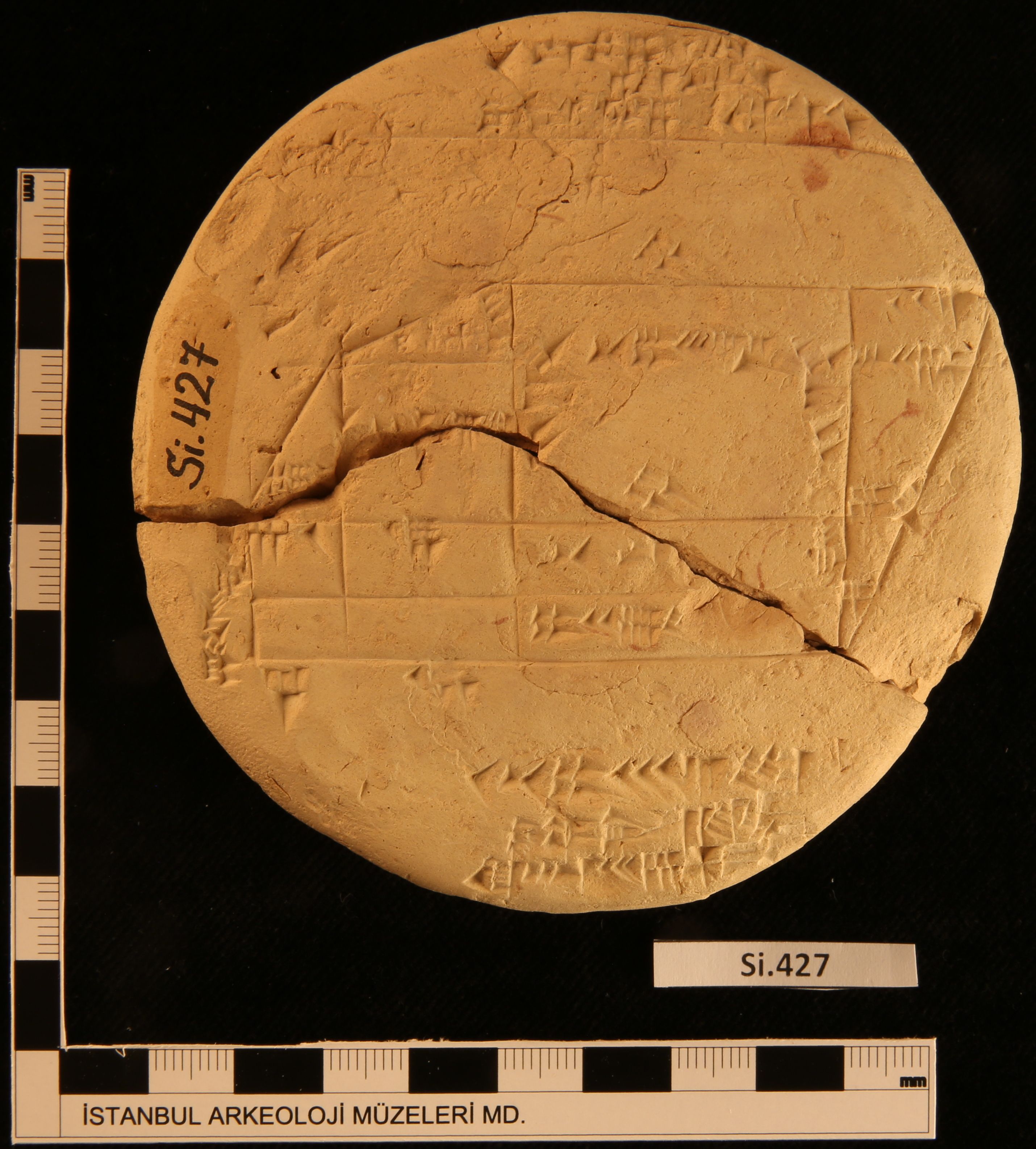
Аверс Si.427

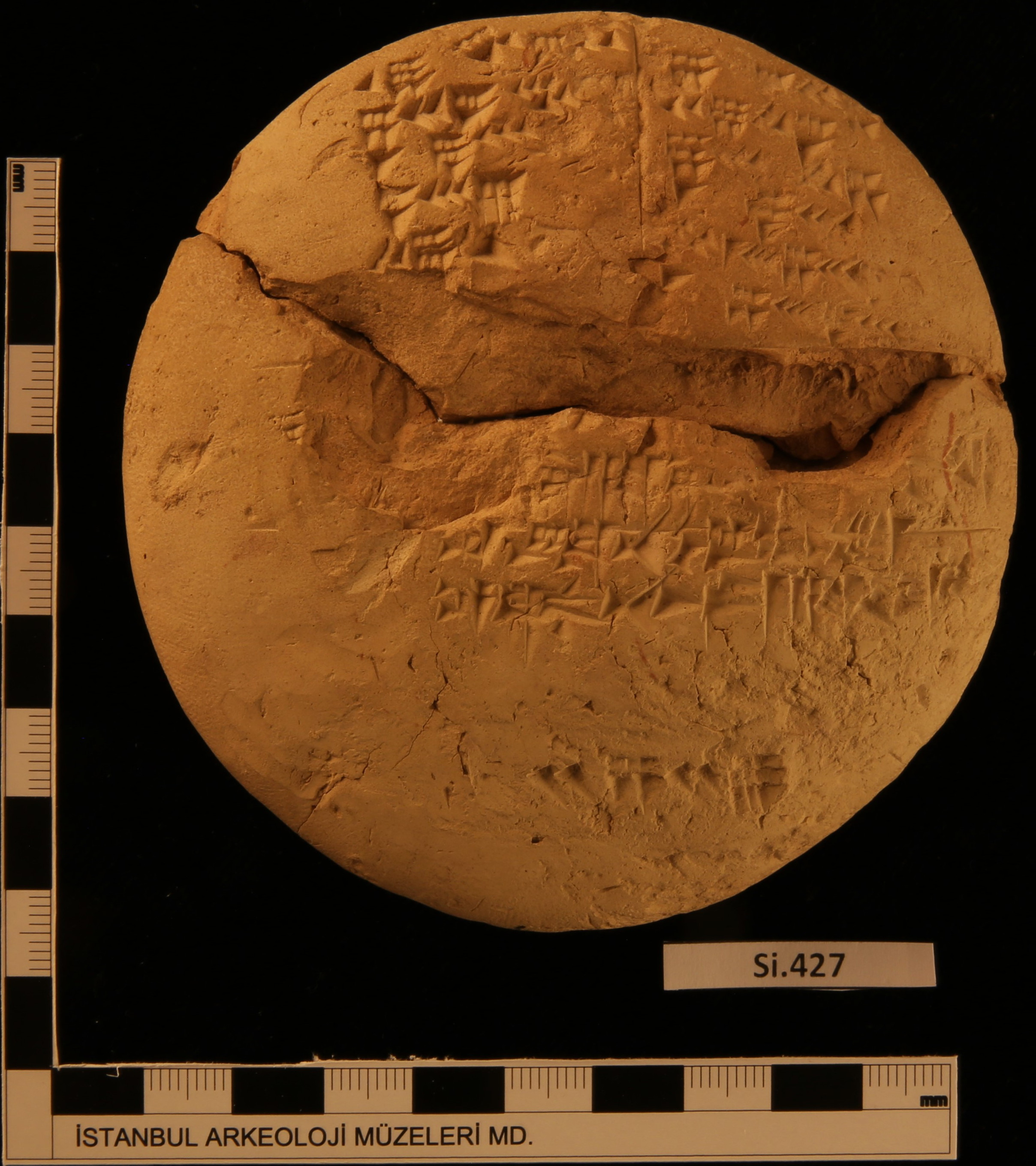
Реверс Si.427

Si.427 - Si.427 - вавилонська глиняна табличка з Сіппару в Північній Месопотамії, датована 1900—1600 роками до н. е., що зображує землевідвід. Зараз табличка експонується в Музеї Стародавнього Сходу, що є частиною Археологічного музею Стамбула. Табличка датується давньовілонським періодом і була виявлений наприкінці XIX століття на території нинішнього центрального Іраку.
Ця табличка привернула увагу громадськості у 2021 році завдяки роботі австралійського математика Деніела Менсфілда, який стверджував, на най зображені земельні ділянки, розташовані правильними прямокутниками, а не більш неправильними чотирикутниками, виявленими у ході деяких інших геодезичних досліджень, і тому що ці прямокутники мають інше співвідношення сторін, ніж звичний прямокутний трикутник 3-4-5, це демонструє, що вавилоняни того часу знали теорему Піфагора; твердження Менсфілда про нове відкриття некритично почали цитувати ЗМІ. Однак давно, на основі більш прямих і інших джерел, було відомо, що вавилоняни того часу у цих місцях знали і використовували цю теорему, а знавці вавилонської математики зневажливо відреагували на твердження Менсфілда.

## Походження та відкриття
Si.427 був виявлений під час французької експедиції Жана-Вінсента Шейлома у Тель-Абу-Хаббі в 1894 році і депонований у Музеї імперіалу Константинополя, нині Археологічний музей Стамбула.
Вважається, що табличка була написана за часів Першої Вавилонської династії, оскільки містить стандартні договірні фрази, які зазвичай використовувалися в той час. Він також посилається на Син-бель-аплі, персонажа, добре відомого в сучасному Сіппарі.

## Раннє вивчення
Археологічні записи археологічних розкопок Шейла посилаються на пункт «427. Кадастральна табличка» і посилаються на ескіз об'єкта, опублікований у 1895 році. У ескізі пропущено кілька важливих деталей, які видно на сучасніших фотографіях.
На основі ескізу Шейля, Веенгоф опублікував виноску, з якої випливало, що Si.427 є «текстом математичної задачі, в якій деталізовано площу поверхні поля, розділеного на 11 частин», визнаючи, що «для повного розуміння його змісту потрібна нова фотографія», якого на той час не було.

## Зміст
Текст є кадастровою зйомкою, що стосується родовища, яке належить Син-бель-аплі. Поле спочатку має розмір 1 бур 1 еще 4 іку 33 сар (приблизно 25 акрів) і зменшується за рахунок покупки 7 ещ (приблизно 6 акрів). Обсяг заболоченого регіону, або «водні луки», є особливо важливим, і в тексті видно, що 1 бур 45 сар (приблизно 16 акрів) — це водні луки. Фактичні місця розташування водяних луків та придбаної території не вказуються, але їх можна визначити, співвідносивши їх площі з ескізом.

Відповідність між різними ділянками на Si.427 та таблицею чисел на реверсі

На зворотному боці таблички є таблиця цифр, яка містить результати обчислень площі. Примітно, що ця таблиця показує, що вихідне поле було обстежено двічі: один раз з фігурами, що мають горизонтальне вирівнювання, і другий раз з фігурами, які мають вертикальне вирівнювання.
| 18,53;20   | 6,3;55    |
| 5,24;50    | 28;44     |
| 1,7;30     | 8,30;45   |
| 4,33       | 1,7;30    |
| 46;10      | 51;35,30  |
| пошкоджено | 1,5;37,30 |

Текст закінчується цифрою 24,29, написаною великими цифрами. Значення цього числа невідоме.